# Louise Flodin
Charlotta Lovisa (Louise) Christina Flodin, född Söderqvist den 17 september 1828 i Kils socken, Örebro län, död 20 mars 1923 i Stockholm, var en svensk journalist och redaktör. Hon var den första svenska kvinnan som själv grundade och sedan drev en tidning och fick tillståndsbevis för utgivning.

## Biografi
Louise Flodin var först verksam som lärare i sin mors skola i Örebro. Därefter utbildade hon sig till typograf, något som då var ovanligt för kvinnor. 
Hon köpte 1858 ett tryckeri i Arboga och började publicera Arboga Tidning, som utkom med ett nummer i veckan. Eftersom hon inte lyckades anställa några journalister utan endast mottog annonser, började hon själv producera tidningens övriga innehåll. Hon handlade alla faser i arbetet från skrivandet till tryckandet. 
Ingen manlig journalist ville arbeta för henne eftersom det ansågs riskera en mans anseende att arbeta för en kvinnlig redaktör. Det antyder hur radikalt annorlunda Flodin uppfattades som kvinnlig redaktör, trots att det tidigare hade funnits änkor som övertog sina mäns tidningar och som manliga journalister inte haft problem att arbeta för. Att som ogift kvinna starta en egen tidning uppfattades som en betydligt större utmaning än att som änka driva vidare makens tidning. Detta var orsaken till att hon då lät utbilda kvinnor till journalister: hon lärde upp åtta flickor ur "obemedlade familjer" (varav fem prästdöttrar), som bodde och arbetade i hennes bostad, till typografer. Hon sysselsatte endast kvinnliga medarbetare.
Hennes tidning blev framgångsrik och fick en stor läsarkontakt, mycket tack vare att hon lät tidningen bli ett forum för debatt genom insändare. Debatten i Brevlådan-sidan tog upp många kontroversiella ämnen, och när en debatt om stadens tornur utmynnade i frågan: "när skola vi i Arboga följa med tiden?", ledde den till opposition från konservativa kretsar, som hävdade att "en samhällsupplösande anda med henne trängt in i staden". Hon förnekade att hon själv var denna insändare men stämningen blev för svår. År 1862 sålde hon tidningen och överlät personalen på sin bror. Det är inte känt om någon av hennes elever gick vidare som journalister. 
Hon flyttade till Stockholm, där hon drev en förlagsverksamhet, en tidning och ett tryckeri fram till 1874, där hon utbildade ett 80-tal kvinnor. Därefter var hon verksam i makens förlagsverksamhet. Parets hem var under 1860- och 70-talen en mötesplats för Stockholms intellektuella.  
När de kvinnliga journalisterna beviljades inträde i Publicistklubben 1885 var hon en av dem.   
Hon gifte sig 1865 med förläggaren Sigfrid Flodin. Makarna är begravda på Norra begravningsplatsen utanför Stockholm.